# Skoki-Borowa (przystanek kolejowy)
Skoki-Borowa – przystanek kolejowy w Skokach, w województwie lubelskim, w Polsce.

## Nazwa
W grudniu 2019 zmieniono nazwę przystanku z Zarzeka na Skoki-Borowa.

## Ruch pasażerski[2]
| Rok  | Wymiana pasażerska na dobę |
| ---- | -------------------------- |
| 2017 | 20-49                      |
| 2018 | 10-19                      |
| 2019 | 10-19                      |
| 2020 | 0-9                        |
| 2021 | 10-19                      |
| 2022 | 10-19                      |
| 2023 | 20-49                      |